# アーチ・サンタントーニオ
アーチ・サンタントーニオ（イタリア語: Aci Sant'Antonio）は、イタリア共和国シチリア州カターニア県にある、人口約1万8000人の基礎自治体（コムーネ）。

## 地理

### 位置・広がり
カターニア県のコムーネ。県都カターニアから北北東へ12kmの距離にある。

#### 隣接コムーネ
隣接するコムーネは以下の通り。
- アーチ・ボナッコルシ
- アーチ・カテーナ
- アチレアーレ
- ヴァルヴェルデ
- ヴィアグランデ
- ザッフェラーナ・エトネーア

## 行政

### 分離集落
アーチ・サンタントーニオには、以下の分離集落（フラツィオーネ）がある。
- Lavina, Lavinaio, Monterosso Etneo, Santa Maria la Stella